# اهل‌الدین اسرائیلوف
اهل‌الدین اسرائیلوف یک بازیکن فوتبال اهل کشور قرقیزستان است.
وی در تیم ملی فوتبال قرقیزستان بازی می‌کند.
او سابقهٔ بازی در باشگاه فوتبال دینامو کیف را دارد.